# Abisara fylla
Abisara fylla is een vlindersoort uit de familie van de prachtvlinders (Riodinidae), onderfamilie Nemeobiinae.
Abisara fylla werd in 1851 beschreven door Westwood.